# Tempo di violenza
Tempo di violenza è un film del 1970 diretto da Sergio Gobbi.
È noto anche col titolo Uccidi uccidi uccidi ancora.

## Trama
Robert e Kramer, compagni di scuola, sono cresciuti insieme ma, dopo che le loro strade si sono divise, il primo è diventato un rapinatore di banche, con il mito di John Dillinger, ed infatti è così che si fa chiamare nel mondo della malavita, mentre il secondo è diventato un commissario di polizia. L'attività di Robert e della sua banda si concretizza in una lunga serie di rapine alle banche di Parigi, che spesso terminano con la morte di qualche astante, e Kramer viene incaricato di scoprirne l'identità e di catturarlo.
Robert, che vive con un pensiero ricorrente, quello di essere linciato dalla folla, decide insieme ai suoi complici di prendersi una sorta di vacanza, anche allo scopo di fare perdere le sue tracce, e si reca in Costa Azzurra dove, in un casinò di Monaco conosce Stella Manzoni, della quale diviene amante. Kramer nel frattempo, utilizzando la foto di Robert scattata ai tempi della scuola, cerca di risalire al suo volto, al momento sconosciuto agli inquirenti, e l'immagine realizzata da un disegnatore sembrerebbe fornire delle indicazioni utili alla polizia, la quale inizia a stringere il cerchio intorno a lui.
Robert, sapendo che Kramer è sulle sue tracce, lo aspetta all'interno della sua macchina, togliendo preventivamente lo specchietto retrovisore, impedendo all'amico di vedere il suo volto, ma l'incontro non da i frutti sperati, poiché Kramer gli dice chiaramente che non fermerà le sue indagini in nome dell'amicizia ed allora Robert decide di lasciare Monaco, non prima di avere realizzato un grosso colpo per finanziare la sua fuga, ossia l'assalto ad un furgone portavalori.
La rapina si risolve in una strage e Robert, insieme ai due complici rimasti, si nasconde in un albergo ma la proprietaria riesce ad avvertire la polizia e, dopo che Kramer è riuscito ad arrestarlo, Robert riesce ad evadere e chiede l'aiuto di una prostituta per riuscire a rientrare in possesso del bottino, nascosto in casa della madre. L'incontro dovrebbe avvenire in una stazione di Parigi ma Robert trova Kramer ad aspettarlo: vistosi perduto egli inizia a sparare colpendo una giovane donna con un bambino in braccio e, dopo essere stato ferito da uno degli agenti, viene assalito dalla folla, terminando la sua vita nel modo che lo tormentava.

## Critica
(Achille Valdata)